# Tethyida
Tethyida (лат.) — отряд губок из класса обыкновенных губок (Demospongiae).

## Описание
Гетеросклероморфные губки (Heteroscleromorpha) у которых мегасклеры могут быть стилями, тилостилями или оксами, расположенными в каналах, заканчивающихся букетами, на поверхности или вблизи нее. Микросклеры — это эуастры, обычно двух размеров.

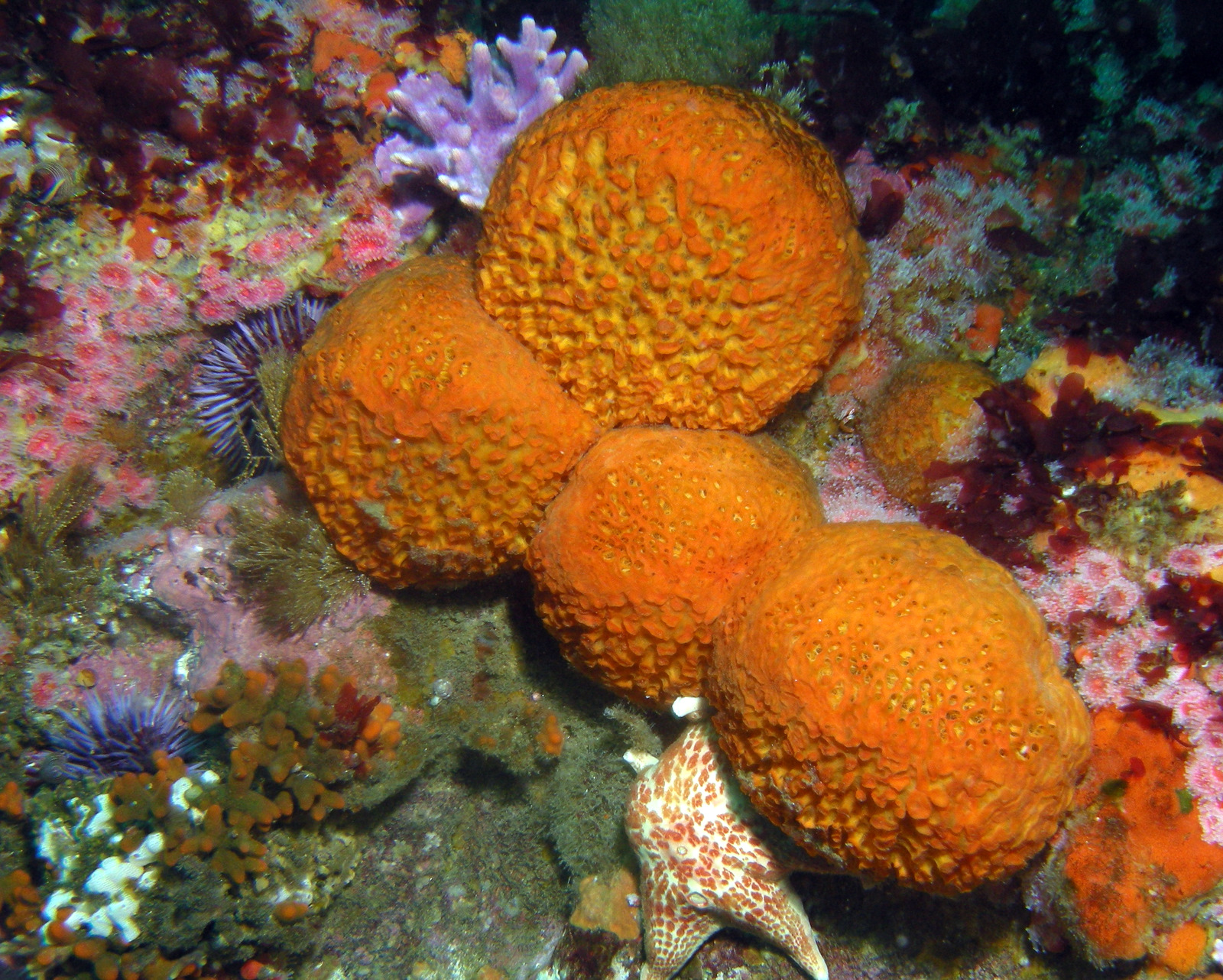
Tethya aurantia
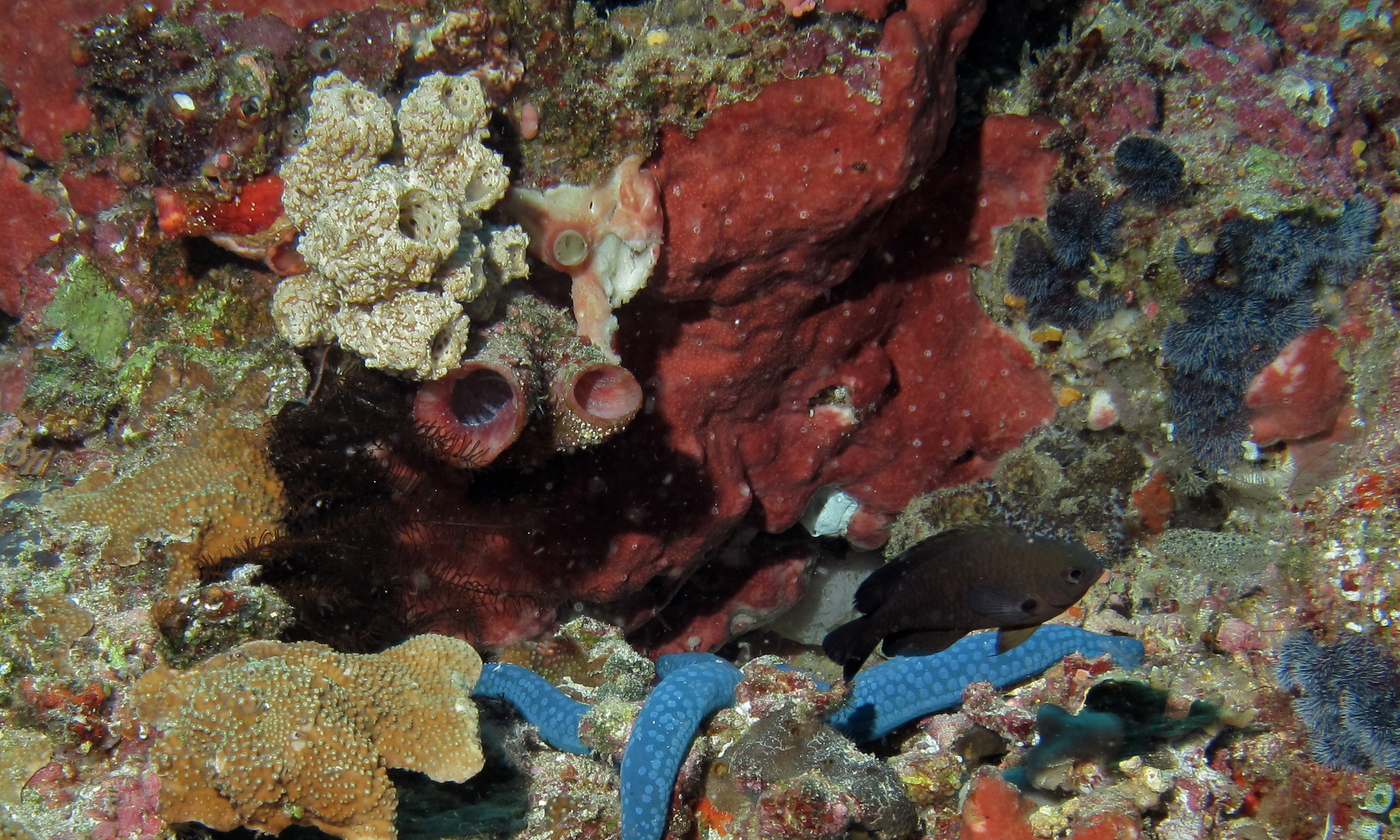
Liosina granularis

## Классификация
Включает около 200 видов. По состоянию на август 2023 года признаны 3 семейства. Морроу с соавторами показали, что Hemiasterellidae являются полифилетическими, причём некоторые роды тесно группируются с некоторыми таксонами из Heteroxyidae и Raspailiidae, а другие — с Tethyidae. В отсутствие молекулярных данных авторы сохранили Hemiasterellidae в составе Tethyida. Ранее все 4 семейства включались в парафилетический отряд Hadromerida (13 семейств), разделённый в 2015 году на пять клад: Clionaida (Acanthochaetetidae, Clionaidae, Placospongiidae, Spirastrellidae), Tethyida, Trachycladida (Trachycladidae), Polymastiida (Polymastiidae) и Suberitida (Halichondriidae, Stylocordylidae, Suberitidae). Ещё два отменены: Alectonidae (разделено между Astrophorina и Clionaidae) и Sollasellidae (в настоящее время является младшим синонимом Raspailiidae).
- Hemiasterellidae Lendenfeld, 1889
- Tethyidae Gray, 1848
- Timeidae Topsent, 1928